# Top Gear 3000
Top Gear 3000, i Japan känt som The Planet's Champ: TG3000 (プラネットチャンプ TG3000?), är ett racingspel utvecklat av Gremlin Interactive och utgivet av Kemco till SNES. Spelet är det tredje i den ursprungliga Top Gear-trilogin. Spelet påminner om föregångaren Top Gear 2, men utspelar sig i en avlägsen framtid, med bilkörning på olika planeter..

### Fotnoter
1. 1 2 3 4 5 6 7 8  Top Gear 3000 Data information Arkiverad 5 augusti 2011 hämtat från the Wayback Machine. på Gamefaqs
2. ↑  GameFAQs - Instruction Manual Information Arkiverad 30 mars 2010 hämtat från the Wayback Machine.